# Sabacon
Sabaconidae
Famille
Genre
Synonymes
- Phlegmacera Packard, 1884
- Tomicomerus Pavesi, 1899
- Parasabacon Hansen & Sørensen, 1904

Sabacon, unique représentant de la famille des Sabaconidae, est un genre d'opilions dyspnois.

## Distribution
Les espèces de ce genre se rencontrent en écozone holarctique.

## Liste des espèces
Selon World Catalogue of Opiliones (07/05/2023) :
- Sabacon aigoual Martens, 2015
- Sabacon akiyoshiensis Suzuki, 1963
- Sabacon altomontanus Martens, 1983
- Sabacon astoriensis Shear, 1975
- Sabacon beatae Martens, 2015
- Sabacon beishanensis Martens, 2015
- Sabacon briggsi Shear, 1975
- Sabacon bryantii (Banks, 1897)
- Sabacon cavicolens (Packard, 1884)
- Sabacon chomolongmae Martens, 1972
- Sabacon crassipalpis (Koch, 1879)
- Sabacon dentipalpis Suzuki, 1949
- Sabacon dhaulagiri Martens, 1972
- Sabacon distinctus Suzuki, 1974
- Sabacon franzi Roewer, 1953
- Sabacon gonggashan Tsurusaki & Song, 1993
- Sabacon hinkukhola Martens, 2015
- Sabacon imamurai Suzuki, 1964
- Sabacon iriei Suzuki, 1974
- Sabacon ishizuchi Suzuki, 1974
- Sabacon jaegeri Martens, 2015
- Sabacon jiriensis Martens, 1972
- Sabacon kangding Martens, 2015
- Sabacon maipokhari Martens, 2015
- Sabacon makinoi Suzuki, 1949
- Sabacon martensi Tsurusaki & Song, 1993
- Sabacon minshanensis Martens, 2015
- Sabacon minutissimus Martens, 2015
- Sabacon mitchelli Crosby & Bishop, 1924
- Sabacon monacanthus Zhao, Martens & Zhang, 2018
- Sabacon multiserratus Martens, 2015
- Sabacon nishikawai Martens, 2015
- Sabacon occidentalis (Banks, 1894)
- Sabacon okadai Suzuki, 1941
- Sabacon palpogranulatus Martens, 1972
- Sabacon paradoxus Simon, 1879
- Sabacon pasonianus Luque, 1991
- Sabacon pauperoserratus Martens, 2015
- Sabacon petarberoni Martens, 2015
- Sabacon picosantrum Martens, 1983
- Sabacon pygmaeus Miyoshi, 1942
- Sabacon relictoides Martens, 2015
- Sabacon relictus Martens, 1972
- Sabacon rossopacificus Martens, 2015
- Sabacon rupinala Martens, 2015
- Sabacon satoikioi Miyoshi, 1942
- Sabacon schawalleri Martens, 2015
- Sabacon sergeidedicatus Martens, 1989
- Sabacon sheari Cokendolpher, 1984
- Sabacon simbuakhola Martens, 2015
- Sabacon simoni Dresco, 1952
- Sabacon sineglandula Martens, 2015
- Sabacon siskiyou Shear, 1975
- Sabacon suzukii Zhao, Martens & Zhang, 2018
- Sabacon thakkolanus Martens, 2015
- Sabacon unicornis Martens, 1972
- Sabacon viscayanus Simon, 1881
- Sabacon zateevi Trilikauskas & Azarkina, 2021
- † Sabacon claviger (Menge, 1854)

## Systématique et taxinomie
Ce genre a été décrit par Simon en 1879 dans les Ischyropsalididae. Il est placé dans les Sabaconidae par Dresco en 1970.
Cette famille a été décrite par Dresco en 1970.

## Publications originales
- Simon, 1879 : « Les Ordres des Chernetes, Scorpiones et Opiliones. » Les Arachnides de France, vol. 7, p. 1-332.
- Dresco, 1970 : « Recherches sur la variabilité et la phylogénie chez les opilions du genre Ischyropsalis C. L. Koch (Fam. Ischyropsalidae), avec création de la famille nouvelle des Sabaconidae. » Bulletin du Muséum national d'histoire naturelle, sér. 2, vol. 41, no 5, p. 1200–1213 (texte intégral).